# كارلوس أرانو
كارلوس أندريس أرانو (بالإسبانية: Carlos Andrés Arano)‏ (و. 1980  م) هو لاعب كرة القدم، من الأرجنتين، يلعب كمُدَافِع.

## وصلات خارجية
- كارلوس أرانو على موقع قاعدة بيانات كرة القدم.إي يو (الإنجليزية)
- كارلوس أرانو على موقع Soccerway.com (الإنجليزية)
- كارلوس أرانو على موقع AS.com (الإسبانية)
- Carlos Arano at BDFA.com.ar (بالإسبانية)
- Carlos Arano – Argentine Primera statistics at Fútbol XXI (بالإسبانية) [وصلة مكسورة]